# Segmentace trhu

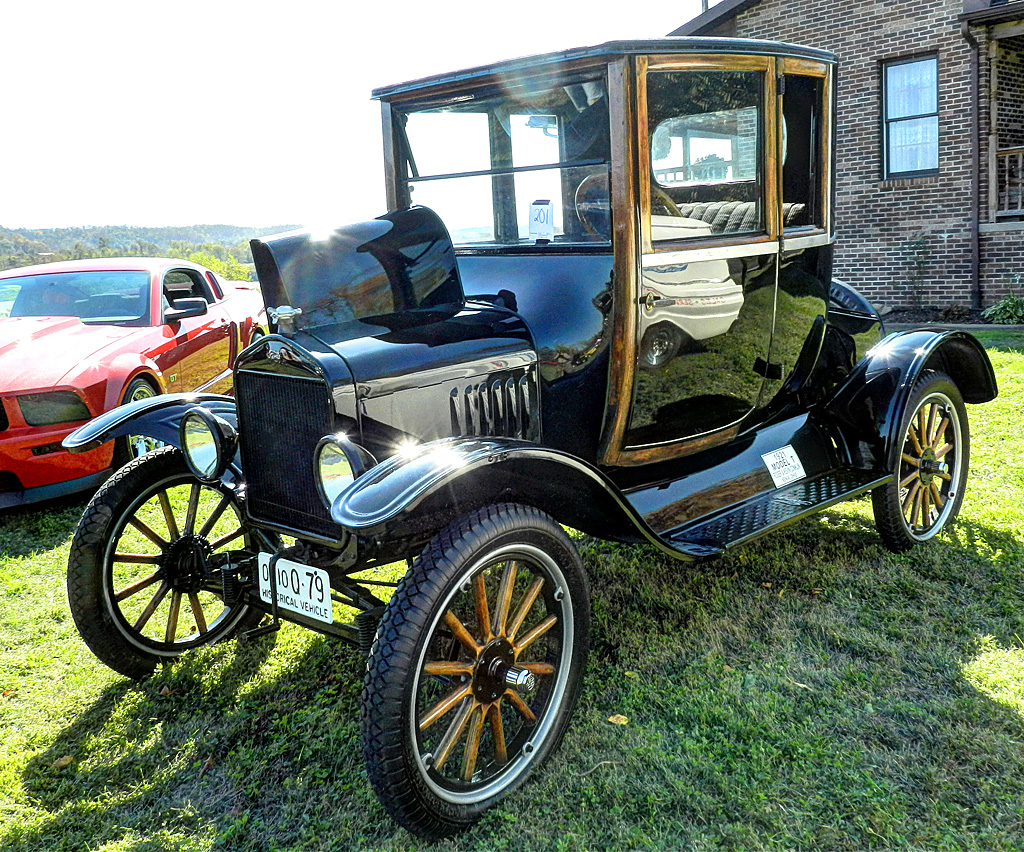
Ford model T (vyráběný 1908–1927, vyrobeno přes 15 miliónů kusů!) je ukázkovým příkladem tzv. masového marketingu, tedy nabízení jednoho výrobku s žádnými nebo minimálními variantami všem zákazníkům. V letech 1914–1925 se dokonce vyráběl pouze v černé barvě. I když údajný výrok „Každý zákazník si může vybrat jakoukoli barvu, pokud to bude černá“ je Henry Fordovi připisován neprávem, ale výstižně charakterizuje tehdejší způsob výroby i marketingu.

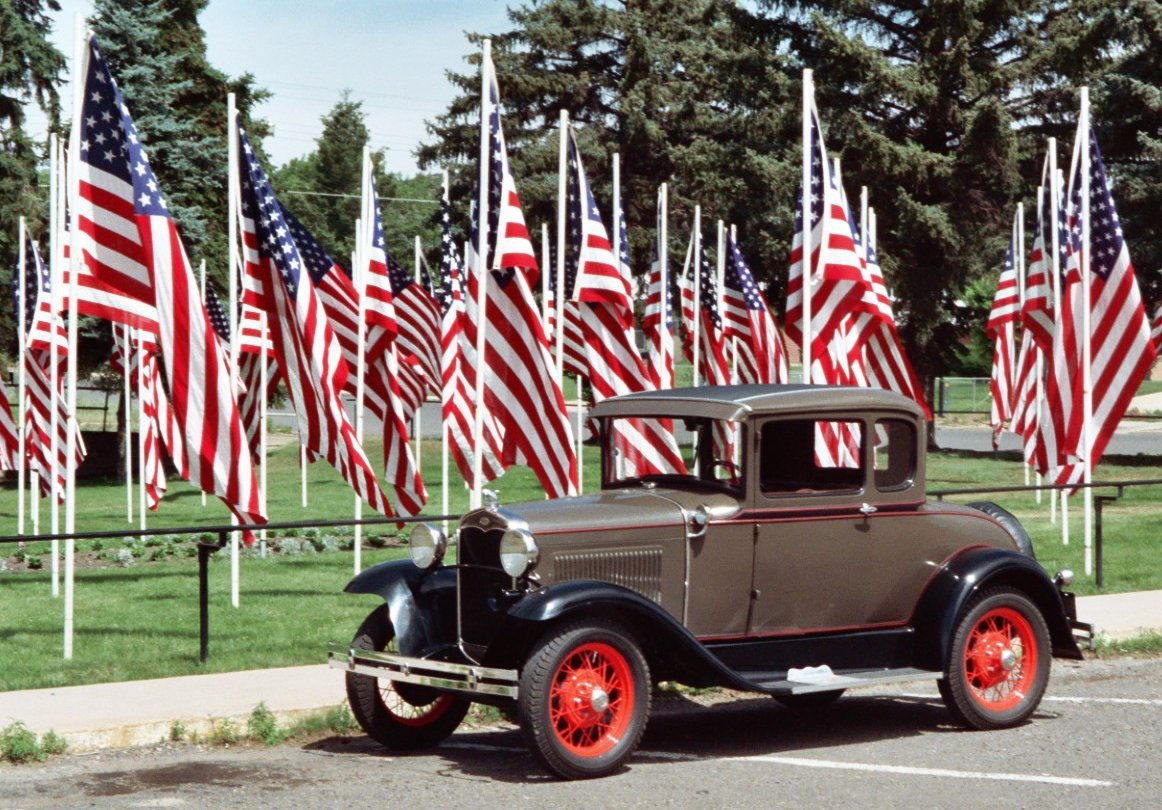
Ve 30. letech 20. století již Ford nabízel (minimálně dražší) modely v široké paletě barev (na obrázku Ford Model A Deluxe Coupe z roku 1931).

Segmentace trhu (anglicky Market segmentation) je metoda marketingového řízení, která se zabývá analýzou trhu, kdy se podnik snaží poznat a analyzovat strukturu trhu, kde chce svůj výrobek či službu nabízet. Při segmentaci trhu se jedná o rozčlenění celkového trhu na jednotlivé skupiny zákazníků, které chce podnik svým výrobkem zaujmout.
Cílové segmenty se navzájem odlišují svými potřebami, charakteristikami a nákupním chováním. Jednotlivé skupiny zákazníků (vybrané segmenty) by měly být co nejvíce homogenní, ale mezi sebou navzájem co nejvíce odlišné – heterogenní.

## Využití segmentace trhu
Segmentace trhu lze využít například při plánování reklamních kampaní nebo internetových PPC reklamních kampaní, tvorbě reklamních textů a sloganů pro reklamu v tisku a mediích, věrnostních programů a spotřebitelských soutěží, obchodních textů pro www stránky, vývoji nových výrobků atd.

Segmentace trhu se také využívá při analýze internetového projektu a odpovídá na otázky jako jsou:
- Pro koho je web určen?
- Jaká je cílová skupina zákazníků?
- Co hledají zrovna vaši zákazníci?
- Co na vás zákazníci nejvíce oceňují? [3]

## Kroky segmentace trhu
1. Průzkum trhu – podnik na základě segmentačních kritérií hodnotí potenciální zákazníky.
2. Profilování segmentů – v této fázi se určuje velikost a profil jednotlivých segmentů.
3. Výběr cílového segmentu (targeting) – volba jednoho či několika segmentů, na které se podnik zaměří.[4]

## Požadavky na segmentaci
Pro efektivní segmentaci si musí firma určit konkrétní požadavky na daný segment splňoval. Před samotnou segmentací musí firma určit zásady k stanovení segmentů, aby nedošlo k oslovení nevhodného segmentu. Jedná se o tyto čtyři základní zásady:
1. Měřitelnost – každý segment, který má být použit, by se měl dát změřit.
2. Přístupnost – segment, který firma hodlá obsadit, by měl být přístupný.
3. Významnost – segment by měl být významný a dostatečně velký, aby firmě pokryl náklady spojené s podnikatelskou činností.
4. Rozlišitelnost – je mnoho segmentů, které lze najít na trhu, proto je důležité rozlišit více segmentů s potenciálními zákazníky.[4]

## Segmentační faktory
Zařazení do jednotlivých segmentů probíhá prostřednictvím segmentačních kritérií respektive faktorů. Jedná se o jednotlivé charakteristiky daného trhu, případně segmentu. Mezi nejvýznamnější kritéria patří:
- Geografická kritéria – světová oblast, stát, nižší teritoriální oblast, velikost oblasti, velikost města dle obyvatel, typ osídlení a jeho charakter, podnebí oblasti, ráz krajiny, morfologie a další.
- Demografická kritéria – věk, pohlaví, velikost rodiny, rodinný stav a další.
- Socioekonomická kritéria – příjem rodiny, povolání, vzdělání a další.
- Etnografická kritéria – náboženství, rasa, národnost a další.
- Fyziografická kritéria – kvantitativní charakteristiky, kvalitativní charakteristiky a další.
- Behaviorální kritéria – postoje k výrobku, věrnost značce, míra užívání, frekvence nákupu, uživatelský status a další.
- Sociopsychologická kritéria – sociální třída, životní styl, osobnost a další.

## Výběr tržních segmentů
Kotler v knize Moderní marketing uvádí, že k výběru tržních segmentů je dobré použít Royal Dutch/Shell matici, která zachycuje atraktivitu daného segmentu a silné stránky podniku. „Pokud segment odpovídá silným stránkám společnosti, musí se společnost rozhodnout, zda má potřebné prostředky a dovednosti, aby v něm uspěla.“ Pokud podnik nemá dostatek silných stránek a prostředků neměl by na daný segment vstupovat. Podnik by měl na daný segment vstoupit, pouze pokud dokáže nabídnout vyšší hodnotu než konkurence. Tím si nad ostatními konkurenty zajistí výhodu.

## Vyhodnocení tržních segmentů
V této fázi hodnotíme tržní segmenty podle třech kritérií:
- Velikost a růst tržního segmentu. Zde hodnotíme počet zákazníků a jejich kupní síla, možný tržní podíl, tržní potenciál a ukazatel vývoje segmentu.[6]
- Současná a potenciální konkurence. Hodnocení konkurence je možné provést pomocí Porterova modelu pěti sil.[6]
- Cíle a prostředky podniku. V této části je důležité položit si otázku, zda má smysl investovat do segmentu vzhledem k cílům a prostředkům podniku a to jak z dlouhodobého, tak z krátkodobého hlediska.[7]

## Strategie tržního zacílení
Po vyhodnocení různých segmentů, může společnost zvážit pět modelů výběru cílového trhu:
- Single (soustředění na jeden segment)

Výhodou této strategie je pružnost marketingu a schopnost operativního reagování na změny (ve vkusu zákazníků, móda). Jelikož se marketing zaměřuje pouze na jeden segment, následky špatně odhadnutého vkusu zákazníka mohou být katastrofální.
- Tržní specializace

Jedná se o modifikaci single segment strategie. Firma se soustřeďuje na uspokojování mnoha potřeb určité skupiny zákazníků. Marketing zde zajímá jeden trh, segment trhu, kde nabízí několik výrobních řad.
- Výrobková specializace

Firma přichází s určitým výrobkem, který nabízí několika rozdílným tržním segmentům.
- Výběrová specializace

Firma si vybere více segmentů, na nichž nabízí různé produkty. Každý segment trhu by měl být atraktivní a vhodný. Mezi segmenty může existovat jen malá synergie nebo vůbec žádná. Výhodou této strategie je velká diverzifikace rizika firmy.
- Úplné pokrytí

V tomto případě se firma snaží sloužit všem skupinám zákazníků veškerými výrobky, které mohou potřebovat. Zásobuje tedy všechny trhy.